# Kusgaon Budruk
Kusgaon Budruk é uma vila no distrito de Pune, no estado indiano de Maharashtra.

## Demografia
Segundo o censo de 2001, Kusgaon Budruk tinha uma população de 8 567 habitantes. Os indivíduos do sexo masculino constituem 53% da população e os do sexo feminino 47%. Kusgaon Budruk tem uma taxa de literacia de 66%, superior à média nacional de 59.5%: a literacia no sexo masculino é de 74% e no sexo feminino é de 56%. Em Kusgaon Budruk, 14% da população está abaixo dos seis anos de idade.